# Giovanni Massignani
Giovanni Massignani (Genk, 24 settembre 1933 – Genk, 7 aprile 2011) è stato un allenatore di calcio e calciatore belga, di ruolo centrocampista.

## Carriera

### Giocatore
Ha giocato dal 1954 al 1960 nella prima divisione belga col Thor Waterschei, con cui nell'arco di queste stagioni ha giocato in totale 75 partite e segnato 7 reti. Nella stagione 1954-1955 ha inoltre giocato (e perso per 4-0 contro l'Anversa, il 19 giugno 1955) una finale di Coppa del Belgio.

### Allenatore
Una volta terminata la carriera da calciatore ha allenato nelle giovanili del Thor Waterschei.